# Taz-Mania
Taz-Mania este un serial de animație sitcom difuzat din anul 1991 până în anul 1995 pe Fox Kids. Serialul urmărește aventurile personajului Looney Tunes pe nume Taz (Diavolul Tasmanian) în aventurile sale în tărâmul Tazmania (bazat pe Tasmania).
La fel ca și celelalte seriale Warner Brothers din acea vreme, ca Animaniacii și Micii poznași, Taz-Mania în mod frecvent rupe cel de-al patrulea perete și face des glume în legătură cu faptul că Taz poate să vorbească perfect normal atunci când dorește.
În România, serialul s-a difuzat prima oară dublat în română pe Pro TV și Pro Cinema, după care din anul 2012 a început să se difuzeze și pe Cartoonito (fostul Boomerang).

## Personaje

### Personaje principale
- Diavolul Tazmanian Taz  (jucat de Jim Cummings) - este personajul central al seriei și apare în fiecare episod. Taz este furios și are o aversiune foarte mare de apă, deși este mai puțin feroce și este mai grijuliu decât ca prima sa apariție (în desenele clasice Looney Tunes). El lucrează la hotelul Tazmania ca un băiat de serviciu.
- Diavolul Tazmanian Hugh (jucat de Maurice LaMarche) - este tatăl indolent al lui Taz, a cărui voce și comportament sunt o parodie a lui Bing Crosby. Lui îi place suc de portocale, golful și bowlingul. Hugh are obiceiul să explice mult lucrurile până când începe a spune "blah-blah-blah, yackity schmackity" ca să termine mai repede.
- Diavolul Tazmanian Jean (jucată de Mariam Flynn) - este mama dedicată a lui Taz. În majoritatea episoadelor ea apare vorbind la telefon și trecând peste o mare listă de treburi pe care a făcut pentru ea.
- Diavolul Tazmanian Molly (jucată de Kellie Martin) - este sora de 13 ani a lui Taz. Deși este mai rafinată ca fratele ei, și ea împarte cu el natura sa vicioasă, dar mai mult în sensul de rivalitate a fraților.
- Diavolul Tazmanian Jake (jucat de Debi Derryberry) - este fratele mai mic al lui Taz, care adesea îl idolizează.
- Țestoasa Câine (jucat de Frank Welker) - este animalul de companie al lui Taz, care se comportă ca un câine.
- Diavolul Tazmanian Drew (jucat de Maurice LaMarche) - este unchiul lui Taz, ce se comportă la fel ca Bob Hope (ca o referință a comportamentului lui Hugh ca al lui Bing Crosby). Ca și Hugh, lui Drew îi place golful, bowlingul și să meargă în călătorii lungi (de obicei luându-l și pe Taz).

### Personalul Hotelului Tazmania
- Partizanul Bob (jucat de Jim Cummings) - este morocănosul șef al lui Taz și deținătorul hotelului Tazmania. Este foarte egocentric și se gândește enorm despre sine, chiar dacă foarte rar lucrează cu adevărat și lăsând pe alții să facă treaba lui.
- Mămica (jucată de Rosalyn Landor) - este mama partizanului Bob, ce este mai calmă și mai isteață ca fiul său. Chiar dacă Bob deține hotelul, Mămica este șira spinării a înființării. Ea sare repede să își critice fiul, destul pentru întristarea lui Bob, chiar dacă acuzațiile sale sunt adevărate
- Constance Koala (jucată de Rosalyn Landor) - este un koala spiritual enorm, dar blând, care este servitoarea hotelului Tazmania. Îi place mult să cânte și să danseze, chiar dacă prin asta ea cauzează distrugere neintenționată. O putem vedea la lecțiile de dans pe care le face și Molly când Taz face pentru prima oară valet.
- Domnul Thickley (jucat de Dan Castellaneta) - este un multi-talentat și optimist wallaby, care lucrează la hotelul Tasmania, numele locului său de muncă fiind nedeterminat. El se crede un "expert" în aproape orice activitate pe care o face cu Taz. Îi place să facă favoruri pentru Taz dar incompetența sa de obicei duce la dezastru.

### Personaje secundare
- Digeri Dingo (jucat de Rob Paulsen) - Este un dingo care pretinde că ar fi prietenul lui Taz astfel el poare evita situațiile periculoase pe cheltuiala lui Taz. El și Taz au o plăcere comună de a colecționa dopuri. Un vânător de comori și colector de cronici, el abuzează de puternicia lui Taz și natura sa fanatică ca să poată vâna după comori rare. Când primește ceea ce vrea, el tot îl acuză pe Taz că nu l-a primit într-o bună condiție.
- Lupul tasmanian Wendal (jucat de Jim Cummings) - Un nevrotic care disperă pentru orice tip de prietenie. Când Taz nu îl vânează, acesta îl înnebunește în eforturile sale să se împrietenească cu el. La personalitate acesta seamănă cu Woody Allen.
- Francis X. Bushlad (jucat de Rob Paulsen) - Este un aborigen cu piele albă și păr roșcat care îl vânează pe Taz ca o ceremonie a bărbăției. În ciuda societății lor tribale, el și întregul lor trib vorbesc și se comportă la fel ca un grup inteligent de oameni de afaceri aristocrați.
- Aligatorii Bull și Axl (jucați de John Astin și Rob Paulsen) - Sunt o pereche de aligatori care încearcă fără succes să-l prindă pe Taz pentru distracția copiiilor ce merg la zoo din lumea întreagă (pentru a primi un câștig financial masiv). Bull este liderul, și are o atitudine încrezătoare chiar și când îl dojenește pe Axl. Axl este vânătorul în devenire al lui Bull, deseori naiv în privința "corecturilor" lui Bull (tipic sub forma loviturii cu ciocanul). Ei seamănă puțin cu Stan și Bran.
- Buddy Boar (jucat de Jim Cummings) - Numele lui întreg este Humilton Butkus Boar. Este văzut de mai multe ori vorbind la telefonul mobil și se crede "cel mai bun prieten al lui Taz". Chiar dacă acesta uneori profită de Taz, el nu o face așa de rău ca Digeri Dingo. El a fost un perosnaj neplăcut în serial, și de aceea mai târziu a fost promovat ca producător al serialului, iar încercările sale de a regiza un episod cu Bull și Axl au fost un rezultat catastrofic.
- Daniel și Timothy Platypus (jucați de Maurice LaMarche și Rob Paulsen) - Sunt frați gemeni ornitorinci a căror dragoste pentru inventarea unor lucruri ciudate. Aceste proiecte de obicei ajung provocând probleme pentru Taz.
- Keewee - Deși este Kiwi (pasăre), această pasăre tăcută poate rula la fel de repede ca Road Runner, și este văzut mereu fugărit de Taz pentru a îl mânca la prânz, ceea ce îl face pe Taz să semene cu Wile E. Coyote.
- Șobolanii bătinași (în engleză: The Bushrats) (șobolanul șef jucat de Phil Proctor) - Sunt un trib de șobolani în costum tribal. Vorbesc într-un amestec ciudat de limbaj real și fără sens ce este tradus prin subtitrări umoristice și nepotrivite. Fraza lor favorită este "Spanfirkel!", similar cu cuvântul german "Spanferkel" ce înseamnă "porc mic și tânăr ce încă se alăptează".
- Willie Wombat (jucat de Maurice LaMarche) - Este admiratorul lui Taz, inițial pus într-un rol similar cu cel al lui Bugs Bunny împotriva lui Taz. Determinarea sa de a rămâne pacifist și politicos de obicei se întorc spre frustrare și furie spre sfârșitul episoadelor. În mod ironic, natura sa prietenoasă a fost folosit anterior de Bugs în desenul "Spaced Out Bunny" din 1980.

### Personaje Looney Tunes
- Bugs Bunny (jucat de Greg Burson) - În Un serviciu pentru un diavol, Bugs apare ca un Deus ex machina, conducând un Jeep confecționat dintr-o ladă de gunoi, îl servește pe Taz și apoi îl întreabă: „Să fac stânga la Albuquerque”?
- Daffy Duck (jucat de Maurice LaMarche) - Este văzut împreună cu Bugs în Jeep, în episodul Un serviciu pentru un diavol.
- Yosemite Sam (jucat de Maurice LaMarche) - Într-un episod, după ce Willie îl sună pe Bugs, Taz îl sună pe Sam.
- Sam Sheepdog (jucat de Jim Cummings) - Într-un episod Taz găsește de lucru pe la el.
- Foghorn Leghorn (jucat de Jeff Bergman) - Din cauza numelui, Bushwacker Bob nu îl primește în hotel.
- Marvin Marțianul (jucat de Rob Paulsen) - Venit într-o vacanță pe Pământ, Marvin își dă seama că planurile de cucerire a Pământului sunt greșite.
- Road Runner (jucat de Frank Welker) - Și-a făcut apariția într-o camee, fiind prins de Taz.

## Episoade
Episoadele sunt aranjate în ordinea de producție.
| Premiera originală | Premiera în România (Pro TV/Pro Cinema) | Premiera în România (Boomerang) | N/o | Titlu român                                    | Titlu englez                                          |  |
| ------------------ | --------------------------------------- | ------------------------------- | --- | ---------------------------------------------- | ----------------------------------------------------- |  |
|                    |                                         |                                 |     |                                                |                                                       |  |
| SEZONUL 1          |                                         |                                 |     |                                                |                                                       |  |
|                    |                                         |                                 |     |                                                |                                                       |  |
| 07.09.1991         | 31.03.1996                              | 26.11.2012                      | 01  | Povestea câinelui și a broaștei țestoase       | The Dog the Turtle Story                              |  |
|                    |                                         |                                 |     |                                                |                                                       |  |
| 14.09.1991         | 07.04.1996                              | 27.11.2012                      | 02  | Lecția de golf                                 | Like Father, Like Son                                 |  |
| 14.09.1991         | 07.04.1996                              | 27.11.2012                      | 02  | Taz e vânat                                    | Frights of Passage                                    |  |
|                    |                                         |                                 |     |                                                |                                                       |  |
| 21.09.1991         | 14.04.1996                              | 05.12.2012                      | 03  | Cadouri între frați                            | War & Pieces                                          |  |
| 21.09.1991         | 14.04.1996                              | 05.12.2012                      | 03  | fără titlu tradus în română                    | Airbourne Airhead                                     |  |
|                    |                                         |                                 |     |                                                |                                                       |  |
| 28.09.1991         | 21.04.1996                              | 10.12.2012                      | 04  | Picnic cu familia                              | It’s No Picnic                                        |  |
| 28.09.1991         | 21.04.1996                              | 10.12.2012                      | 04  | fără titlu tradus în română                    | Kee-Wee ala King                                      |  |
|                    |                                         |                                 |     |                                                |                                                       |  |
| 05.10.1991         | 28.04.1996                              | 29.11.2012                      | 05  | Taz își caută o slujbă                         | A Devil of a Job                                      |  |
|                    |                                         |                                 |     |                                                |                                                       |  |
| 12.10.1991         | 05.05.1996                              | 11.12.2012                      | 06  | Bătaie                                         | Battling Bushrats                                     |  |
| 12.10.1991         | 05.05.1996                              | 11.12.2012                      | 06  | Diavolul în marea albastră                     | Devil in the Deep Blue Sea                            |  |
|                    |                                         |                                 |     |                                                |                                                       |  |
| 19.10.1991         | 12.05.1996                              | 30.11.2012                      | 07  | La fel ca Taz                                  | Woeful Wolf                                           |  |
|                    |                                         |                                 |     |                                                |                                                       |  |
| 26.10.1991         | 19.05.1996                              | 28.11.2012                      | 08  | Diavolul cu rochița violetă                    | Devil with the Violet Dress On                        |  |
| 26.10.1991         | 19.05.1996                              | 28.11.2012                      | 08  | Koala răpit                                    | Kidnapped Koala                                       |  |
|                    |                                         |                                 |     |                                                |                                                       |  |
| 02.11.1991         | 25.05.1996                              | 04.12.2012                      | 09  | Incident în ceață                              | Mishap in the Mist                                    |  |
| 02.11.1991         | 25.05.1996                              | 04.12.2012                      | 09  | Taz cu durere de dinți                         | Toothache Taz                                         |  |
|                    |                                         |                                 |     |                                                |                                                       |  |
| 09.11.1991         | 29.06.1996                              | 07.12.2012                      | 10  | Pisica cea rea                                 | Here Kitty, Kitty, Kitty                              |  |
| 09.11.1991         | 29.06.1996                              | 07.12.2012                      | 10  | Kung Fu Taz                                    | Enter the Devil                                       |  |
|                    |                                         |                                 |     |                                                |                                                       |  |
| 16.11.1991         | 01.06.1996                              | 06.12.2012                      | 11  | Bob e fermecat                                 | Bewitched Bob                                         |  |
|                    |                                         |                                 |     |                                                |                                                       |  |
| 23.11.1991         | 08.06.1996                              | 03.12.2012                      | 12  | Clipă reluată                                  | Instant Replay                                        |  |
| 23.11.1991         | 08.06.1996                              | 03.12.2012                      | 12  | Taz și Pterodactylul                           | Taz and the Pterodactyl                               |  |
|                    |                                         |                                 |     |                                                |                                                       |  |
| 30.11.1991         | 15.06.1996                              | 12.12.2012                      | 13  | Wendal, animal de casă                         | Pup Goes the Wendal                                   |  |
| 30.11.1991         | 15.06.1996                              | 12.12.2012                      | 13  | Sunt bine, tu ești Taz?                        | I’m Okay, You’re Taz                                  |  |
|                    |                                         |                                 |     |                                                |                                                       |  |
| 07.12.1991         | 22.06.1996                              | 12.06.2013                      | 14  | Nebunie comică                                 | Comic Madness                                         |  |
| 07.12.1991         | 22.06.1996                              | 12.06.2013                      | 14  | Gafele nu încetează                            | Blunders Never Cease                                  |  |
|                    |                                         |                                 |     |                                                |                                                       |  |
| SEZONUL 2          |                                         |                                 |     |                                                |                                                       |  |
|                    |                                         |                                 |     |                                                |                                                       |  |
| 21.11.1992         | 01.04.1997                              | 13.06.2013                      | 15  | Mall naufragiat                                | Mall Wrecked                                          |  |
| 21.11.1992         | 01.04.1997                              | 13.06.2013                      | 15  | Un dingo are o magie                           | A Dingo’s Guide to Magic                              |  |
|                    |                                         |                                 |     |                                                |                                                       |  |
| 13.09.1994         | 01.03.1997                              | 14.06.2013                      | 16  | Drumul spre Taz-Mania                          | Road to Tazmania                                      |  |
|                    |                                         |                                 |     |                                                |                                                       |  |
| 31.10.1992         | 06.07.1996                              | 17.06.2013                      | 17  | Băieții doar vor să se distreze                | Boys Just Wanna Have Fun                              |  |
| 31.10.1992         | 06.07.1996                              | 17.06.2013                      | 17  | Nefericiți împreună                            | Unhappy Together                                      |  |
|                    |                                         |                                 |     |                                                |                                                       |  |
| 05.09.1992         | 13.07.1996                              | 18.06.2013                      | 18  | Uimitoarea micșorare a lui Taz și a celorlalți | The Amazing Shrinking Taz and Co.                     |  |
|                    |                                         |                                 |     |                                                |                                                       |  |
| 12.09.1992         | 20.07.1996                              | 19.06.2013                      | 19  | Oh, frate                                      | Oh, Brother                                           |  |
| 12.09.1992         | 20.07.1996                              | 19.06.2013                      | 19  | Bebeluși de diavol                             | Taz Babies                                            |  |
|                    |                                         |                                 |     |                                                |                                                       |  |
| 14.09.1994         | 05.10.1996                              | 20.06.2013                      | 20  | Teatrul Taz-Mania                              | Taz-Manian Theatre                                    |  |
| 14.09.1994         | 05.10.1996                              | 20.06.2013                      | 20  | Șobolanii trebuie să fie nebuni                | The Bushrats Must Be Crazy                            |  |
|                    |                                         |                                 |     |                                                |                                                       |  |
| 19.09.1992         | 27.07.1996                              | 21.06.2013                      | 21  | Marea întâlnire a lui Jake                     | Jake’s Big Date                                       |  |
| 19.09.1992         | 27.07.1996                              | 21.06.2013                      | 21  | Taz trăiește                                   | Taz Live                                              |  |
|                    |                                         |                                 |     |                                                |                                                       |  |
| 10.10.1992         | 03.08.1996                              | 24.06.2013                      | 22  | Zona exterioară Taz-Mania                      | The Outer Taz-Manian Zone                             |  |
| 10.10.1992         | 03.08.1996                              | 24.06.2013                      | 22  | Aici pisicuțo - partea a 2-a                   | Here Kitty, Kitty Part II                             |  |
|                    |                                         |                                 |     |                                                |                                                       |  |
| 17.10.1992         | 10.08.1996                              | 25.06.2013                      | 23  | Amuzantele filmulețe de acasă ale lui Taz      | Tazmania’s Funniest Home Videos                       |  |
| 17.10.1992         | 10.08.1996                              | 25.06.2013                      | 23  | Capac de sticlă                                | Bottle Cap Blues                                      |  |
|                    |                                         |                                 |     |                                                |                                                       |  |
| 14.02.1995         | 17.08.1995                              | 26.06.2013                      | 24  | Taz dezamăgit                                  | Heartbreak Taz                                        |  |
| 14.02.1995         | 17.08.1995                              | 26.06.2013                      | 24  | Pentru că este acolo                           | Just Be ’Cuz                                          |  |
|                    |                                         |                                 |     |                                                |                                                       |  |
| 07.11.1994         | 24.08.1995                              | 27.06.2013                      | 25  | Partener                                       | Sidekicked                                            |  |
| 07.11.1994         | 24.08.1995                              | 27.06.2013                      | 25  | Căzut                                          | Gone With the Windbag                                 |  |
|                    |                                         |                                 |     |                                                |                                                       |  |
| 15.09.1994         | 01.12.1997                              | 28.06.2013                      | 26  | Întoarcerea drumului spre Taz-Mania            | The Return of the Road to Taz-Mania Strikes Back      |  |
|                    |                                         |                                 |     |                                                |                                                       |  |
| 16.09.1094         | 28.09.1996                              | 03.08.2013                      | 27  | Taz place Dingo                                | Taz Like Dingo                                        |  |
|                    |                                         |                                 |     |                                                |                                                       |  |
| SEZONUL 3          |                                         |                                 |     |                                                |                                                       |  |
|                    |                                         |                                 |     |                                                |                                                       |  |
| 19.09.1994         | 01.11.1997                              | 04.08.2013                      | 28  | Fluierul lui Taz                               | The Pied Piper of Taz-Mania                           |  |
| 19.09.1994         | 01.11.1997                              | 04.08.2013                      | 28  | fără titlu tradus în română                    | The Treasure of the Burnt Sienna                      |  |
|                    |                                         |                                 |     |                                                |                                                       |  |
| 20.09.1994         | 05.03.1997                              | 10.08.2013                      | 29  | Umbră de îndoială                              | Not a Shadow of a Doubt                               |  |
| 20.09.1994         | 05.03.1997                              | 10.08.2013                      | 29  | Taz asistentă                                  | Nursemaid Taz                                         |  |
|                    |                                         |                                 |     |                                                |                                                       |  |
| 21.09.1994         | 19.03.1997                              | 11.08.2013                      | 30  | fără titlu tradus în română                    | Home Despair                                          |  |
| 21.09.1994         | 19.03.1997                              | 11.08.2013                      | 30  | fără titlu tradus în română                    | Take All of Me                                        |  |
|                    |                                         |                                 |     |                                                |                                                       |  |
| 22.09.1994         | 02.04.1997                              | 17.08.2013                      | 31  | Bestie cu creier de pasăre                     | Bird-Brained Beast                                    |  |
| 22.09.1994         | 02.04.1997                              | 17.08.2013                      | 31  | Gata, dispus, în posibilitatea                 | Ready, Willing, Unable                                |  |
|                    |                                         |                                 |     |                                                |                                                       |  |
| 23.09.1994         | 09.04.1997                              | 18.08.2013                      | 32  | Vom avea mereu pe Taz-Mania                    | We’ll Always Have Taz-Mania                           |  |
| 23.09.1994         | 09.04.1997                              | 18.08.2013                      | 32  | Momente pe care le-ai pierdut                  | Moments You’ve Missed                                 |  |
|                    |                                         |                                 |     |                                                |                                                       |  |
| 07.11.1992         | 17.08.1996                              | 24.08.2013                      | 33  | Hrană spirituală                               | Food for Thought                                      |  |
| 07.11.1992         | 17.08.1996                              | 24.08.2013                      | 33  | Plecat în bucăți                               | Gone to Pieces                                        |  |
|                    |                                         |                                 |     |                                                |                                                       |  |
| 26.09.1992         | 24.08.1996                              | 25.08.2013                      | 34  | Țipăt în miezul nopții                         | A Midsummer Night’s Scream                            |  |
| 26.09.1992         | 24.08.1996                              | 25.08.2013                      | 34  | Taz astronaut                                  | Astro Taz                                             |  |
|                    |                                         |                                 |     |                                                |                                                       |  |
| 08.11.1994         | 05.03.1997                              | 22.04.2015                      | 35  | Taz rutier                                     | Driving Mr. Taz                                       |  |
| 08.11.1994         | 05.03.1997                              | 22.04.2015                      | 35  | Urs mânios                                     | Mean Bear                                             |  |
| 08.11.1994         | 05.03.1997                              | 22.04.2015                      | 35  | Taz muzeu                                      | Taz Museum                                            |  |
|                    |                                         |                                 |     |                                                |                                                       |  |
| 14.11.1994         | 12.03.1997                              | 31.08.2013                      | 36  | Taz ia bilet                                   | Ticket Taker Taz                                      |  |
| 14.11.1994         | 12.03.1997                              | 31.08.2013                      | 36  | Taz la puterea a 2-a                           | Taz²                                                  |  |
|                    |                                         |                                 |     |                                                |                                                       |  |
| 03.10.1992         | 31.08.1996                              | 01.09.2013                      | 37  | fără titlu tradus în română                    | Tazmanian Lullaby                                     |  |
| 03.10.1992         | 31.08.1996                              | 01.09.2013                      | 37  | fără titlu tradus în română                    | Deer Taz                                              |  |
| 03.10.1992         | 31.08.1996                              | 01.09.2013                      | 37  | Un moment tazmanian                            | A Tazmanian Moment                                    |  |
|                    |                                         |                                 |     |                                                |                                                       |  |
| 24.10.1992         | 07.09.1996                              | 07.09.2013                      | 38  | Hipnotizat                                     | Hypnotazed                                            |  |
| 24.10.1992         | 07.09.1996                              | 07.09.2013                      | 38  | Mama lui Taz                                   | Mum’s n’ Taz                                          |  |
|                    |                                         |                                 |     |                                                |                                                       |  |
| 14.11.1992         | 14.09.1996                              | 08.04.2015                      | 39  | Kee-Wee încolțit                               | Kee-Wee Cornered                                      |  |
| 14.11.1992         | 14.09.1996                              | 08.04.2015                      | 39  | Dar este Taz?                                  | But Is It Taz?                                        |  |
|                    |                                         |                                 |     |                                                |                                                       |  |
| 04.09.1993         | 23.04.1997                              | 09.04.2015                      | 40  | fără titlu tradus în română                    | Wacky Wombat                                          |  |
| 04.09.1993         | 23.04.1997                              | 09.04.2015                      | 40  | fără titlu tradus în română                    | Molly’s Folly                                         |  |
|                    |                                         |                                 |     |                                                |                                                       |  |
| SEZONUL 4          |                                         |                                 |     |                                                |                                                       |  |
|                    |                                         |                                 |     |                                                |                                                       |  |
| 15.11.1994         | 30.04.1997                              | 26.12.2013                      | 41  | Carne de oaie pentru nimic                     | Mutton for Nothing                                    |  |
| 15.11.1994         | 30.04.1997                              | 26.12.2013                      | 41  | Doctor Wendal și Domnul Taz                    | Dr. Wendal and Mr. Taz                                |  |
|                    |                                         |                                 |     |                                                |                                                       |  |
| 28.11.1992         | 21.09.1996                              | 02.12.2013                      | 42  | Omul de pe Marte                               | The Man from M.A.R.S                                  |  |
| 28.11.1992         | 21.09.1996                              | 02.12.2013                      | 42  | Prieteni pentru ceartă                         | Friends for Strife                                    |  |
|                    |                                         |                                 |     |                                                |                                                       |  |
| 02.10.1993         | 07.05.1997                              | 03.12.2013                      | 43  | Merit hărțuit                                  | Merit Badgered                                        |  |
|                    |                                         |                                 |     |                                                |                                                       |  |
| 06.11.1993         | 21.05.1997                              | 09.12.2013                      | 44  | Dilema antenei                                 | Antenna Dilemma                                       |  |
| 06.11.1993         | 21.05.1997                              | 09.12.2013                      | 44  | Vânătoare pentru autograf                      | Autograph Pound                                       |  |
|                    |                                         |                                 |     |                                                |                                                       |  |
| 11.09.1993         | 14.02.1997                              | 07.04.2015                      | 45  | Un tânăr Taz fantezist                         | A Young Taz’s Fancy                                   |  |
| 11.09.1993         | 14.02.1997                              | 06.04.2015                      | 45  | Un purice pentru mine                          | A Flea for Me                                         |  |
|                    |                                         |                                 |     |                                                |                                                       |  |
| 25.12.1993         | 19.12.1996                              | 06.12.2013                      | 46  | Nu e timp pentru Crăciun                       | No Time for Christmas                                 |  |
|                    |                                         |                                 |     |                                                |                                                       |  |
| 21.11.1994         | 28.05.1997                              | 07.04.2015                      | 47  | Taz-Mania confidențial                         | Taz-Mania Confidential                                |  |
| 21.11.1994         | 28.05.1997                              | 06.04.2015                      | 47  | Simulatorul psenatic și sonic Platypus         | The Platypi Psonic Psensation Psimulator              |  |
|                    |                                         |                                 |     |                                                |                                                       |  |
| 22.11.1994         | 04.06.1997                              | 04.12.2013                      | 48  | Nu așa de gladiatori                           | The Not So Gladiators                                 |  |
| 22.11.1994         | 04.06.1997                              | 04.12.2013                      | 48  | Un inel pentru Taz                             | One Ring Taz                                          |  |
|                    |                                         |                                 |     |                                                |                                                       |  |
| 30.10.1993         | 11.06.1997                              | 05.12.2013                      | 49  | Lucrul care a mâncat din spate                 | The Thing That Ate The Outback                        |  |
| 30.10.1993         | 11.06.1997                              | 05.12.2013                      | 49  | Pentru că este acolo                           | Because It’s There                                    |  |
|                    |                                         |                                 |     |                                                |                                                       |  |
| 25.09.1993         | 18.06.1997                              | 10.04.2015                      | 50  | Hugh și șobolanii                              | Of Bushrats and Hugh                                  |  |
| 25.09.1993         | 18.06.1997                              | 10.04.2015                      | 50  | Un moment tazmanian                            | A Taz Moment                                          |  |
|                    |                                         |                                 |     |                                                |                                                       |  |
| 18.09.1993         | 02.07.1997                              | 12.12.2013                      | 51  | Nu plânge Taz                                  | Never Cry Taz                                         |  |
| 18.09.1993         | 02.07.1997                              | 12.12.2013                      | 51  | Bătăuș pentru Bull                             | Bully for Bull                                        |  |
|                    |                                         |                                 |     |                                                |                                                       |  |
| 06.02.1995         | 25.06.1997                              | 13.12.2013                      | 52  | fără titlu tradus în română                    | Retakes Not Included                                  |  |
| 06.02.1995         | 25.06.1997                              | 13.12.2013                      | 52  | fără titlu tradus în română                    | Pledge Dredge                                         |  |
|                    |                                         |                                 |     |                                                |                                                       |  |
| 13.02.1995         | 09.07.1997                              | 13.04.2015                      | 53  | Bushlad plânge                                 | Bushlad’s Lament                                      |  |
| 13.02.1995         | 09.07.1997                              | 13.04.2015                      | 53  | Institutul de comedie Taz-Mania                | Tasmania Comedy Institute                             |  |
|                    |                                         |                                 |     |                                                |                                                       |  |
| 20.02.1995         | 16.07.1997                              | 16.12.2013                      | 54  | Povestea lui Taz                               | The Taz Story Primer                                  |  |
| 20.02.1995         | 16.07.1997                              | 16.12.2013                      | 54  | Întreabă-l pe Taz                              | Ask Taz                                               |  |
|                    |                                         |                                 |     |                                                |                                                       |  |
| 23.10.1993         | 23.07.1997                              | 17.12.2013                      | 55  | Willie Wombat e dus cu pluta                   | Willie Wombat’s Deja Boo Boo                          |  |
| 23.10.1993         | 23.07.1997                              | 17.12.2013                      | 55  | A-l prinde pe Taz                              | To Catch a Taz                                        |  |
|                    |                                         |                                 |     |                                                |                                                       |  |
| 27.02.1995         | 06.08.1997                              | 14.04.2015                      | 56  | E viața lui Taz                                | It’s a Taz’s Life                                     |  |
| 27.02.1995         | 06.08.1997                              | 14.04.2015                      | 56  | Vai Bull!                                      | Gee Bull!                                             |  |
|                    |                                         |                                 |     |                                                |                                                       |  |
| 01.05.1995         | 13.08.1997                              | 18.12.2013                      | 57  | Taz în tărâmul Kee-Wee                         | Taz in Kee-Wee Land                                   |  |
| 01.05.1995         | 13.08.1997                              | 18.12.2013                      | 57  | Blocat pentru dolari                           | Struck for Bucks                                      |  |
| 01.05.1995         | 13.08.1997                              | 18.12.2013                      | 57  | Un moment filozofic pentru Taz                 | A Philosophical Moment                                |  |
|                    |                                         |                                 |     |                                                |                                                       |  |
| 08.05.1995         | 30.07.1997                              | 19.12.2013                      | 58  | Încă un alt drum pentru Taz-Mania              | Yet Another Road to Tasmania                          |  |
|                    |                                         |                                 |     |                                                |                                                       |  |
| 15.05.1995         | 20.08.1997                              | 20.12.2013                      | 59  | Dop cu ghinion                                 | Bad Luck Bottlecap                                    |  |
| 15.05.1995         | 20.08.1997                              | 20.12.2013                      | 59  | O poveste cu morală                            | A Story With a Moral                                  |  |
|                    |                                         |                                 |     |                                                |                                                       |  |
| 16.10.1993         | 03.09.1997                              | 15.04.2015                      | 60  | fără titlu tradus în română                    | Devil Indemnity                                       |  |
|                    |                                         |                                 |     |                                                |                                                       |  |
| 13.11.1993         | 10.09.1997                              | 23.12.2013                      | 61  | Taz și oul de emu                              | Taz and the Emu Egg                                   |  |
| 13.11.1993         | 10.09.1997                              | 23.12.2013                      | 61  | Ultimul moment al lui Willy Wombat             | Willy Wombat’s Last Stand                             |  |
| 13.11.1993         | 10.09.1997                              | 23.12.2013                      | 61  | Comerciale K-Taz                               | K-Taz Commercial                                      |  |
|                    |                                         |                                 |     |                                                |                                                       |  |
| 27.11.1993         | 17.09.1997                              | 21.04.2015                      | 62  | Hrănește o răceală                             | Feed a Cold                                           |  |
| 27.11.1993         | 17.09.1997                              | 21.04.2015                      | 62  | Partener pentru o zi                           | Sidekick for a Day                                    |  |
|                    |                                         |                                 |     |                                                |                                                       |  |
| 22.05.1995         | 24.09.1997                              | 16.04.2015                      | 63  | Platypi pe film                                | Platypi on Film                                       |  |
| 22.05.1995         | 24.09.1997                              | 16.04.2015                      | 63  | Într-o sâmbătă în Taz-Mania                    | One Saturday in Taz-Mania                             |  |
|                    |                                         |                                 |     |                                                |                                                       |  |
| 20.11.1993         | 01.10.1997                              | 17.04.2015                      | 64  | Dingo de îndoială                              | Doubting Dingo                                        |  |
| 20.11.1993         | 01.10.1997                              | 17.04.2015                      | 64  | Subcomandantul Taz                             | Sub Commander Taz                                     |  |
|                    |                                         |                                 |     |                                                |                                                       |  |
| 02.05.1995         | 08.10.1997                              | 20.04.2015                      | 65  | Începutul incredibilului om Taz                | The Origin of the Beginning of the Incredible Taz-Man |  |
| 02.05.1995         | 08.10.1997                              | 20.04.2015                      | 65  | Francis ia o poziție                           | Francis Takes a Stand                                 |  |
|                    |                                         |                                 |     |                                                |                                                       |  |

## Legături externe
- Taz-Mania la Internet Movie Database
- Taz-Mania la TV.com